# Save Me (bài hát của BTS)
"Save Me" (cách điệu là "Save ME") là một bài hát của nhóm nhạc nam Hàn Quốc BTS trong album tổng hợp của nhóm, The Most Beautiful Moment in Life: Young Forever (2016). Phiên bản tiếng Hàn được phát hành bởi Big Hit vào ngày 2 tháng 5 năm 2016, tại Hàn Quốc. Phiên bản tiếng Nhật được phát hành vào ngày 7 tháng 9 năm 2016, trong album Youth, thông qua Universal Music Japan và Virgin Music-Def Jam Recordings.

## Nhạc và lời bài hát
"Save Me" là một bài hát thuộc thể loại tropical house và electropop. Rhian Daly của NME mô tả nó như "sáng sủa và vui nhộn –một lễ hội hóa trang âm thanh che giấu những lời cầu cứu trong lời bài hát." Bài hát mở đầu bằng âm thanh synth tràn đầy năng lượng phát triển theo hướng âm thanh của tropical house.  Bài hát có tiết tấu nhanh và đoạn điệp khúc "điên cuồng". Billboard mô tả nó như "tinh tế mạnh mẽ". Về mặt ca từ, nó đề cập đến chủ đề cứu rỗi. Bài hát được viết bởi Pdogg, Ray Michael Djan Jr, Ashton Foster, Samantha Harper, RM, Suga và J-Hope với Pdogg là nhà sản xuất chính. Về mặt âm nhạc, nó nằm trong nốt nhạc D ♭ major và có 140 nhịp mỗi phút.

## Quảng bá
Video âm nhạc cho "Save Me", được phát hành cùng với đĩa đơn được sản xuất và đạo diễn bởi GDW. Video âm nhạc được quay ở chế độ one-take, cho thấy các thành viên BTS hát và biểu diễn vũ đạo mãnh liệt trước những ngọn gió, trong bối cảnh những đám mây thấp, giúp tối đa hóa bầu không khí và truyền tải cảm xúc của một bài hát trữ tình buồn. Vũ đạo được biên đạo bởi The Quick Style Crew.
BTS quyết định chỉ quảng bá trên các chương trình âm nhạc trong 1 tuần, biểu diễn trên Mnet, KBS, MBC và SBS theo kế hoạch để bắt đầu các hoạt động cá nhân, biểu diễn và lịch trình ở nước ngoài, bắt đầu với M! Countdown vào ngày 12 tháng 5. Bài hát cũng được quảng bá tại lễ trao giải MBC Plus X Genie Music Awards năm 2018.

## Diễn biến thương mại 
BTS đứng ở vị trí số 2 trên Billboard World Digital Songs với "Save Me", vị trí số 1 do đĩa đơn "Fire" của nhóm chiếm giữ. Video âm nhạc cho "Save Me" xếp ở vị trí số 2 trên danh sách Video K-pop được xem nhiều nhất ở Hoa Kỳ, trên toàn thế giới: tháng 5 năm 2016 của Billboard.

## Nhân sự
Các khoản ghi chú được trích từ CD của The Most Beautiful Moment In Life: Young Forever.
- Pdogg – sản xuất, keyboard, synthesizer
- "Hitman" Bang – sản xuất
- Rap Monster – sản xuất
- Suga – sản xuất
- Devine Channel – sản xuất
- Jungkook – điệp khúc
- Slow Rabbit – sắp xếp giọng hát và rap, kỹ sư thu âm @ Carrot Express
- Sam Klempner – kỹ sư phối nhạc

## Bảng xếp hạng
| Bảng xếp hạng (2017)                             | Vị trí cao nhất |
| ------------------------------------------------ | --------------- |
| Finland Download (Suomen virallinen latauslista) | 23              |
| Philippines (Philippine Hot 100)                 | 71              |
| Hàn Quốc (Gaon Singles Chart)                    | 19              |
| US World Digital Song Sales (Billboard)          | 2               |

## Doanh số
| Bảng xếp hạng | Doanh số |
| ------------- | -------- |
| Hàn Quốc      | 228,170  |
| Hoa Kỳ        | 92,000   |

## Lịch sử phát hành
| Quốc gia  | Ngày phát hành     | Định dạng                       | Phiên bản  | Hãng đĩa                               |
| --------- | ------------------ | ------------------------------- | ---------- | -------------------------------------- |
| Toàn quốc | 2 tháng 5 năm 2016 | Tải kỹ thuật số phát trực tuyến | Tiếng Hàn  | Big Hit Entertainment                  |
| Toàn quốc | 7 tháng 9 năm 2016 | Tải kỹ thuật số phát trực tuyến | Tiếng Nhật | Big Hit Universal Japan Virgin Def Jam |